# Coenonympha gardetta
Coenonympha gardetta (лат.) — вид дневных бабочек из семейства Бархатниц.

## Описание
Длина передних крыльев 15-16 мм. Верхняя поверхность крыльев серо-коричневого цвета, передние крылья часто более светло-коричневые. Нижняя сторона передних крыльев серая по внешнему краю. Нижняя сторона задних крыльев серо-коричневая, в заднещитиковой области преобладает широкая белая полоса, базальный край которой имеет несколько мелких долей, в отличие от Coenonympha arcania, край крыльев которой имеет чёткую зубчатость. На этой полосе расположено до шести очень разных по размеру, белых с чёрной каёмкой глазков, которые у подвида darwiniana лишь слабо окаймлены. В некоторых случаях глазки сильно редуцированы. У C. gardetta f. macrophthalmica они значительно крупнее и почти одинакового размера. Нижние пять из них, если они присутствуют, расположены по внешнему краю и обычно окружены перевязью. У подвида darwiniana этот глазок часто касается края полосы. Между рядом глазков и краем крыльев проходит блестящая линия металлического цвета и линия оранжевого цвета. Нижняя сторона передних крыльев загорелая и серая по внешнему краю и у кончика крыла. У C. gardetta darwiniana серая область часто сильно уменьшена. Вблизи кончиков крыльев часто имеется ещё один небольшой чёрный глазок. Края крыльев окаймлены полосой кремового цвета.

## Похожие виды
- Coenonympha arcania
- Coenonympha orientalis
- Coenonympha hero
- Coenonympha glycerion

## Распространение

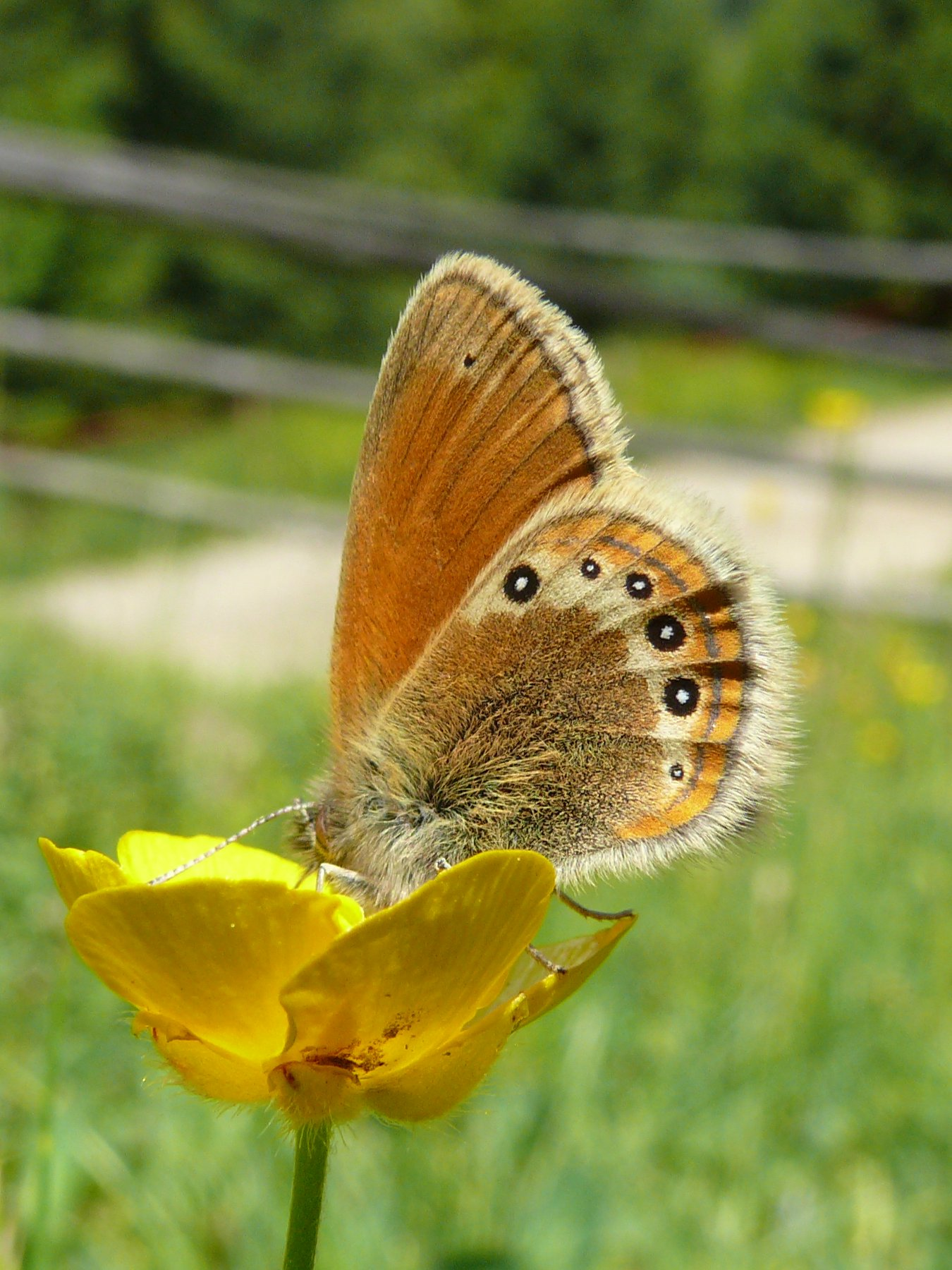
Coenonympha gardetta darwiniana

Coenonympha gardetta встречается парапатрично с Coenonympha arcania, которая обычно встречается только на высоте до 800 метров над уровнем моря. Только в тёплых южных альпийских долинах вид встречается на высоте до 1300 метров. В Пиренеях, где Coenonympha gardetta не встречается, C. arcania поднимается до 1700 метров. Номинальный вид C. gardetta gardetta встречается в Альпах на высоте от 1500 до 2400 метров над уровнем моря. Подвид C. gardetta darwiniana встречается несколько ниже, между 1200 и 2000 метрами, в западных Альпах в Тичино, от озера Маджоре на юге до перевала Сен-Готард на севере. Иногда этот подвид встречается и на востоке. На юге ареал достигает Приморских Альп и департамента Альпы Верхнего Прованса. C. gardetta lecerfi обитает в изоляции в центральной Франции в провинции Форе и спускается до 1300 метров.

## Биология
Бабочки сидят с закрытыми крыльями преимущественно на голых или каменистых солнечных местах. Садятся в траву или на листья на кустах только утром или в плохую погоду.
Развиваются ежегодно в одном поколении. Время лёта с июля по август.
Пищевыми растениями гусениц являются различные травы, такие как Lolium perenne и Lolium multiflorum.
О развитии преимагинальных стадий ничего не известно.

## Систематика
Впервые вид был научно описан в 1798 году Леонардо де Пруннером на основе образца из Валь-Варайта в Италии, расположенного на высоте 976—1600 метров над уровнем моря.

## Подвиды
- C. gardetta gardetta (Prunner), 1798, Альпы
- C. gardetta lecerfi (De Lesse), 1910, Форез, Франция
- C. gardetta darwiniana (Staudinger), 1871, Тичино, широко распространён от озера Маджоре на юге до Готардского перевала на севере.

## Формы
Из-за изменчивого внешнего вида бабочек были описаны различные формы, которые сегодня уже не играют роли в систематике.